# Duncan Fletcher McCuaig
Pour les articles homonymes, voir McCuaig.
Duncan Fletcher McCuaig, né le 26 août 1889 dans le canton d'Oro en Ontario et mort le 17 août 1950, est un avocat et homme politique canadien de l'Ontario. Il est député fédéral libéral de la circonscription ontarienne de Simcoe-Nord de 1872 à 1878 et de Simcoe-Est de 1882 à 1891.

## Biographie
Né dans le canton d'Oro (en) en Ontario, Duncan Fletcher McCuaig exerce la fonction de maire de Barrie de 1928 à 1931.
Élu député à la Chambre des communes du Canada en 1935 sous la bannière du Parti libéral du Canada et réélu en 1940, il est défait en 1945.
Sa fille, Janice Laking, exerce aussi la fonction de mairesse de Barrie de 1988 à 2000.